# V697 Андромеды
V697 Андромеды (лат. V697 Andromedae) — одиночная переменная звезда в созвездии Андромеды на расстоянии (вычисленном из значения параллакса) приблизительно 3890 световых лет (около 1193 парсеков) от Солнца. Видимая звёздная величина звезды — от +11,01m до +10,14m.

## Характеристики
V697 Андромеды — красная пульсирующая полуправильная переменная звезда (SR) спектрального класса M. Эффективная температура — около 3293 K.